# Clarissa Selwynne
Clarissa Selwynne (26 de febrero de 1886 – 13 de junio de 1948) fue una actriz británica que trabajó en obras teatrales y en películas. Se mudó a Estados Unidos, trabajando en Hollywood, donde hizo apariciones en alrededor de 100 películas.

## Filmografía parcial
- Hearts in Exile (1915)
- The Master Hand (1915)
- The Masked Rider (1916)
- The Curse of Eve (1917)
- The Double Standard (1917)
- Princess Virtue (1917)
- Smashing Through (1918)
- The White Man's Law (1918)
- The Talk of the Town (1918)
- The Black Gate (1919)
- Girls (1919)
- The Parisian Tigress (1919)
- The Scarlet Shadow (1919)
- Out of the Storm (1920)
- The Cup of Fury (1920)
- Society Secrets (1921)
- Queenie (1921)
- The Lure of Jade (1921)
- Up and at 'Em (1922)
- You Can't Get Away with It (1923)
- The Brass Bottle (1923)
- Black Oxen (1923)
- One Glorious Night (1924)
- Secrets (1924)
- Beau Brummel (1924)
- Mademoiselle Midnight (1924)
- The Last Man on Earth (1924)
- We Moderns (1925)
- Broadway Lady (1925)
- Infatuation (1925)
- The Fate of a Flirt (1925)
- The Devil Dancer (1927)
- Quarantined Rivals (1927)
- Jazz Mad (1928)
- The Heart of a Follies Girl (1928)
- Sinner's Parade (1928)
- My Man (1928)
- Confessions of a Wife (1928)
- Hard to Get (1929)
- The Isle of Lost Ships (1929)
- The Love Trap (1929)
- Lilies of the Field (1930)
- Slightly Married (1932)
- My Pal, the King (1932)
- Cynara (1932)
- Jane Eyre (1934)
- Melody of My Heart (1936)
- Everything Is Rhythm (1936)
- One Good Turn (1936)
- Sporting Love (1936)
- Everything in Life (1936)
- Call It a Day (1937)
- Women of Glamour (1937)